# 다니엘 포파
다니엘 포파(1994년 7월 14일 ~ )는 루마니아의 축구 선수이다. 포지션은 공격수이다. 현재 대전 하나 시티즌 소속이다.